# Marc Benioff
Marc Benioff, född 25 september 1964, är vd och grundare av Salesforce. IT-företaget är staden San Franciscos enskilt största arbetsgivare, totalt har bolaget 50 000 anställda i världen. Tidskriften Time Magazine köptes upp av Marc Benioff och hans fru för 190 miljoner dollar.
Marc Benioff vann Oslo Business for Peace Award år 2020.